# Clone di Breakout

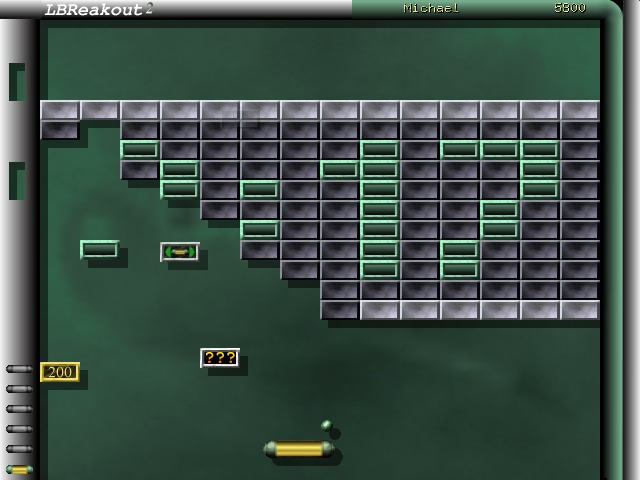
LBreakout2, un clone libero

Un clone di Breakout o clone di Arkanoid è un videogioco ispirato al popolare arcade Breakout. I giochi di questo tipo consistono nel muovere una racchetta con la quale far rimbalzare una pallina e con essa colpire ed eliminare un insieme di mattoncini.
Molti di questi titoli condividono ulteriori caratteristiche con Arkanoid, il più popolare tra i giochi della categoria. In Giappone sono noti con il nome di Block Kuzushi (ブロック崩し?).

## Storia
I primi videogiochi in cui compare una racchetta (paddle) e una pallina sono Tennis for Two (1958) e Pong (1972). Nel 1976 viene commercializzato Breakout, il primo gioco in cui è presente un muro di mattoni da abbattere.
Nonostante i cloni degli anni seguenti, solamente nel 1986 vengono introdotte le prime significative innovazioni, con il videogioco arcade Arkanoid, nel quale si ha tra l'altro un sistema di power-up che servirà da base per tutte le versioni successive.

## Cloni

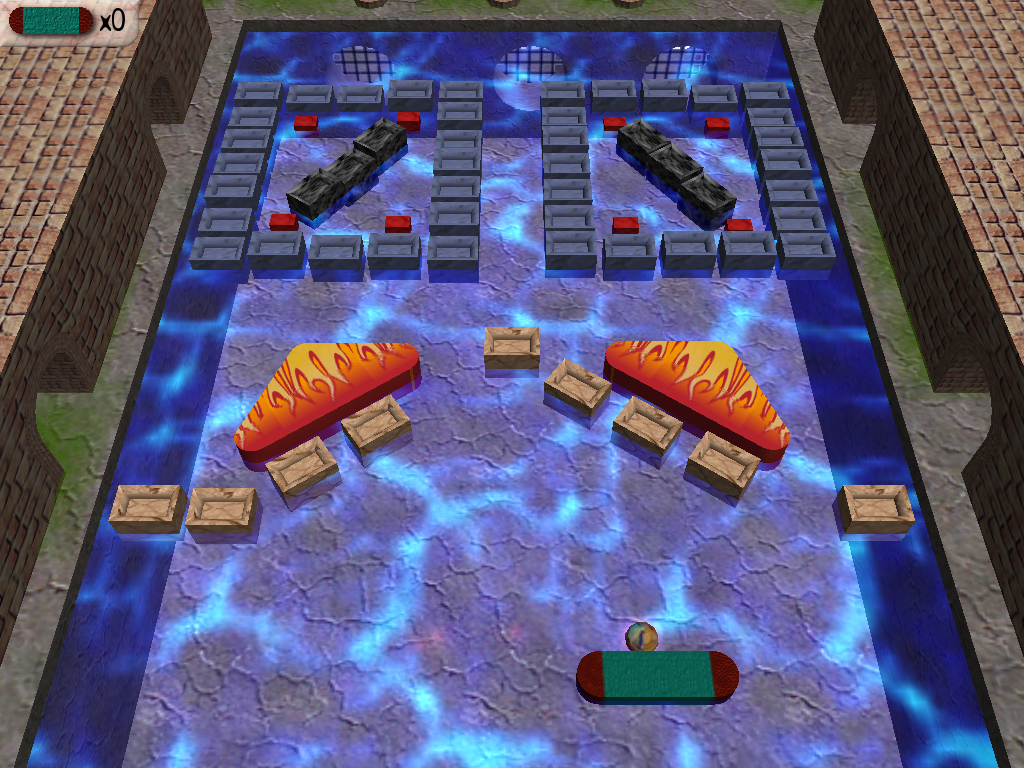
Briquolo, un clone 3D

Data la popolarità ottenuta da Breakout si sono susseguiti nel corso degli anni numerosi cloni, si elencano alcuni dei più conosciuti:
- 1977 - Circus, arcade, convertito come Clowns per computer
- 1977 - T.T Block, arcade
- 1978 - Gee Bee (Namco), arcade
- 1979 - Cutie Q, arcade
- 1979 - Little Brick Out incluso con l'Apple DOS 3.2; racchetta e muri sono disposti verticalmente[2]
- 1980 - Circus Atari (Atari) per Atari 2600
- 1981 - Warlords, arcade e Atari 2600
- 1982 - Breakthru (Avalon Hill) per Atari 2600, Commodore 64, TRS-80 Color Computer; tridimensionale
- 1982 - Thro' the Wall (Psion) per ZX Spectrum
- 1982 - Bachelor Party/Bachelorette Party (Mystique) per Atari 2600
- 1984 - Wall Crash (Midcoin), arcade
- 1986 - Arkanoid (Taito) versione arcade e home computer
- 1986 - Block (SunA Electronics) versione arcade
- 1987 - Addicta Ball per Atari ST, Commodore 64, MSX
- 1987 - Amegas per Amiga
- 1987 - Arkanoid: Revenge of Doh (Taito) versione arcade e home computer
- 1987 - Ball Breaker per Amstrad CPC, ZX Spectrum
- 1987 - Ball Raider per Amiga
- 1987 - Batty (1987) per Amstrad CPC, Commodore 64, ZX Spectrum
- 1987 - Bolo per Atari ST
- 1987 - Demolition per Amiga, Commodore 64, Commodore 16
- 1987 - Goindol (SunA Electronics) versione arcade
- 1987 - Impact! per Amiga, Amstrad CPC, Atari ST, BBC Micro, Commodore 64, MS-DOS, Electron, ZX Spectrum
- 1987 - Jinks per Amiga, Amstrad CPC, Atari 7800, Atari ST, Commodore 64
- 1987 - Krakout per Amstrad CPC, BBC Micro, Commodore 64, MSX, ZX Spectrum
- 1987 - Oink! (CRL), sottogioco Pete's Pimple, per Amstrad CPC, Commodore 64, ZX Spectrum
- 1987 - Quester (Namco) versione arcade
- 1987 - Ricochet per Amstrad CPC, Commodore 64, ZX Spectrum
- 1987 - Woody Pop (Sega) per Game Gear e Master System
- 1988 - Ball-Blasta per Commodore 64
- 1988 - Crystal Hammer per Amiga
- 1988 - Hotshot (Addictive Games) per Amiga, Amstrad CPC, Atari ST, Commodore 64, PC, ZX Spectrum
- 1988 - PopCorn per PC
- 1988 - Transputor per Amiga, Atari ST
- 1988 - TRAZ (Cascade) per Commodore 64, ZX Spectrum, PC
- 1989 - Alleyway (Nintendo) per Game Boy
- 1989 - Bananoid per MS-DOS
- 1989 - Hyperball per Electron, BBC Micro
- 1989 - Krypton Egg per Amiga, Atari ST, PC
- 1990 - Fireball II per Acorn Archimedes
- 1990 - Drop Off per PC Engine
- 1990 - Thunder & Lightning arcade e per NES
- 1991 - Crackout per NES
- 1991 - Devilish per Game Gear
- 1992 - Bunny Bricks per Amiga, Amstrad CPC, Atari ST, DOS
- 1992 - Crystball per Watara Supervision
- 1993 - Breakline per DOS, Macintosh
- 1993 - Firestriker per SNES
- 1995 - Diamonds 3D per Macintosh, Windows
- 1996 - Breakout 2000 (serie ufficiale di Breakout) per Atari Jaguar
- 1996 - Cybersphere per PC
- 1996 - Kirby's Block Ball per Game Boy
- 1996 - DX-Ball per Windows
- 1997 - Arkanoid Returns per arcade, PlayStation
- 1997 - Puchi Carat, per arcade, PlayStation, Game Boy Color
- 1998 - DX-Ball 2 per Windows
- 2000 - Breakout (serie ufficiale di Breakout) per Macintosh, PlayStation, Windows
- 2001 - Cosmic Smash, arcade e Dreamcast
- 2001 - Gunbarich, arcade e per Nintendo Switch, PlayStation 4, Windows
- 2001 - LBreakout2 per BeOS, Linux, OS/2, Windows
- 2002 - Beat Ball per Windows
- 2002 - Bust-A-Bloc per PlayStation 2, PlayStation 3
- 2002 - Jardinains! per Windows
- 2004 - Acky's XP Breakout per Microsoft Windows, Windows Mobile, macOS
- 2004 - Block Breaker Deluxe (Gameloft) per Java ME, iOS, N-Gage, WiiWare, Windows
- 2004 - BreakQuest per Windows, Macintosh, PlayStation 3, PSP, PS Vita
- 2006 - Vortex (Apple) per iPod
- 2006 - Beat Ball 2 per Windows
- 2006 - Break 'Em All per Nintendo DS
- 2007 - Arkanoid DS per Nintendo DS
- 2009 - Arkanoid Live! per Xbox 360
- 2009 - Shatter per Linux, Macintosh, PlayStation 3, Windows
- 2011 - Soccer Bashi per PlayStation 3, PSP, Wii
- 2011 - Wizorb per iPad, iPhone, Linux, Macintosh, Ouya, PlayStation 3, PSP, PS Vita, Windows, Xbox 360
- 2017 - Strikey Sisters per Linux, Macintosh, Nintendo Switch, Windows
- 2018 - Energy Invasion per Linux, Macintosh, Nintendo Switch, PlayStation 4, PS Vita, Windows
- 2020 - Twin Breaker: A Sacred Symbols Adventure per Nintendo Switch, PlayStation 4, PS Vita, Xbox One
- 2022 - Breakout: Recharged (serie ufficiale di Breakout) per Linux, Macintosh, Nintendo Switch, PlayStation 4, PlayStation 5, Stadia, Windows, Xbox One, Xbox Series